# Hymn Kirgistanu
Keurgeuz Respublikaseuneun Mamlekettik Gimni (kirg. Кыргыз Республикасынын Мамлекеттик Гимни, ros. Государственный гимн Кыргызской Республики, trb. Gosudarstwiennyj gimn Kyrgyzskoj Riespubliki, tłum. Hymn państwowy Republiki Kirgiskiej) – hymn państwowy Kirgistanu przyjęty w 18 grudnia 1992 roku w wyniku rezolucji Rady Najwyższej Kirgistanu. Autorami słów są Zhalil Sadeukoff i Shabdambek Kuluyeff, a muzykę skomponowali Naseur Davlesoff i Kaleui Moldobasanoff. Początkowo tekst składał się z trzech zwrotek, jednak środkową z nich usunięto rezolucją Rady Najwyższej z 27 grudnia 2012 roku. Powodem było podanie w wątpliwość poprawności zastosowania jednego ze słów w tej zwrotce.

## Tekst kirgiski

### Cyrylica
Ак мөңгүлүү аска, зоолор, талаалар,
Элибиздин жаны менен барабар.
Сансыз кылым Ала-Тоосун мекендеп,
Сактап келди биздин ата-бабалар.
Алгалай бер, кыргыз эл,
Азаттыктын жолунда.
Өркүндөй бер, өсө бер,
Өз тагдырың колунда.
Аткарылып элдин үмүт, тилеги,
Желбиреди эркиндиктин желеги.
Бизге жеткен ата салтын, мурасын,
Ыйык сактап урпактарга берели.
Алгалай бер, кыргыз эл,
Азаттыктын жолунда.
Өркүндөй бер, өсө бер,
Өз тагдырың колунда.

### Transliteracja
Ak moenkguelueue aska, zoolor, talaalar,
Elibizdin zhaneu menen barabar.
Sanseuz keuleum Ala-Toosun mekendep,
Saktap keldi bizdin ata-babalar.
Algalai ber, keurgeuz el,
Azatteukteun zholunda.
Oerkuendoei ber, oesoe ber,
Oez tagdeureunk kolunkda.
Atkareuleup eldin uemuet, tilegi,
Zhelbiredi erkindiktin zhelegi.
Bizge zhetken ata salteun, muraseun,
Euyeuk saktap urpaktarga bereli.
Algalai ber, keurgeuz el,
Azatteukteun zholunda.
Oerkuendoei ber, oesoe ber,
Oez tagdeureunk kolunkda.

## Tekst rosyjski

### Cyrylica
Высокие горы, долины, поля -
Родная, заветная наша земля.
Отцы наши жили среди Ала-Тоо
Всегда свою родину свято храня.
Вперед, кыргызский народ,
Путем свободы вперед!
Взрастай, народ, расцветай,
Свою судьбу созидай!
Мечты и надежды отцов сбылись.
И знамя свободы возносится ввысь.
Наследье отцов наших передадим
На благо народа потомкам своим.
Вперед, кыргызский народ,
Путем свободы вперед!
Взрастай, народ, расцветай,
Свою судьбу созидай!

### Transkrypcja
Wysokije gory, doliny, pola,
Rodnaja, zawietnaja nasza ziemla,
Otcy naszy żyli sriedi Ala-Too
Wsiegda swoju rodinu swiato chrania.
Wpieriod, kyrgyzskij narod,
Putiom swobody wpieriod!
Wzrastaj, narod rascwietaj,
Swoju sud´bu sozidaj.
Meczty i nadieżdy naroda sbylis´
I znamia swobody woznositsia wwys´.
Nasledje otcow naszych pieriedadim
Na błago naroda potomkam swoim.
wpieriod, kyrgyzskij narod,
Putiom swobody wpieriod
Wzrastaj, narod, rascwietaj,
Swoju sud´bu sozidaj.

## Tłumaczenie
Białe ośnieżone szczyty, stepy, pola,
Podobne są duszom naszych ludzi.
Przez niezliczone wieki zamieszkiwali Ałatau,
Nasi przodkowie stawali w jego obronie.
Śmiało, Kirgizi,
Podążajcie ku wolności!
Rozwijajcie się, wzrastajcie,
Wasz los jest w Waszych rękach.
Spełniły się nadzieje ludu,
Powiewa sztandar wolności.
Tradycje naszych przodków, dziedzictwo,
Zachowajmy jako świętość i przekażmy potomnym.
Śmiało, Kirgizi,
Podążajcie ku wolności!
Rozwijajcie się, wzrastajcie,
Wasz los jest w Waszych rękach.